# 33. Charlemagne Waffen-SS gránátos hadosztály (1. francia)
A francia önkéntes kollaboránsokból álló 33. Charlemagne Waffen-SS gránátos hadosztály (1. francia) (németül:  33. Waffen-Grenadier-Division der SS „Charlemagne“ (französische Nr.1)) a Wehrmacht és később a Waffen-SS kötelékébe tartozott a második világháború idején. Különböző becslések szerint az egységben 1944-ben 7340–11 000 ember szolgált, elméleti 19 000 fős hadilétszámát soha nem érte el.
Az egység 1944-ben részben más korábbi formációk tagjaiból alakult, mint például a paramilitáris francia Milícia (Milice française), vagy az LVF (Légion des Volontaires Français contre la Bolchevisme).
A hadosztály egyes tagjai korábban részt vettek az 1941-es moszkvai csatában is, majd Pomerániában, illetve Berlin ostromának utolsó napjaiban a Führerbunker közelében harcoltak.
A Harmadik Birodalom részéről az utolsó kitüntetettek franciák voltak, igaz többük posztumusz érdemelték ki a vaskeresztet.

## LVF
Az eredeti francia egység a német hadsereghez tartozott, magyarul francia önkéntesek a bolsevizmus ellen (franciául: Légion des Volontaires Français contre la Bolchevisme). Az LVF-t a hivatalos német megjelölés, a 638. gyalogezredként tartotta nyilván. Az LVF-t főként fasiszta franciákból és francia hadifoglyokból alkották. A 13 400 jelentkezőből csak 5800 volt alkalmas a csatlakozáshoz. Tagjai szélsőjobboldali, de leginkább bolsevikellenes franciákból, kalandorokból, az idegenlégióból kikerült francia parancsnokokból, francia hadifoglyokból, orosz fehérgárdista emigránsokból, illetve azok leszármazottaiból állt, de akadt korábban baloldali, szocialista elveket való tagja is.
Az LVF Franciaországban francia stílusú khaki egyenruhát viselt, és a gallérjuknál egy kard vagy az LVF jelképe jelezte egységüket. Franciaországon kívül a szokásos német hadsereg egyenruháját viselték, a jobb karszalagon egy pajzsot, a francia zászló színeivel, vagy az LVF szóval.
1941 októberéig két zászlóaljból 2271 emberből állt, ebből 181 tiszt, és további 35 munkatársa volt. 1941 novemberében Moszkvában harcoltak a 7. gyaloghadosztály részeként. Az LVF elvesztette fele létszámát az akcióban vagy megfagyásban. 1942-ben a Belorusz SZSZK (Belorusszia) frontjához rendelték. Ezalatt egy másik egység alakult Franciaországban, a La Légion Tricolore (Tricolor Regiment) néven, de ez az egység 6 hónap múlva az LVF-be olvadt be.
Az LVF francia parancsnoka, Roger Labonne ezredes 1942 közepéig szolgált, majd 1943 júniusáig Edgar Puaud ezredes parancsnokságával együtt csatlakoztak különböző német hadosztályokhoz. Az LVF ebben az időszakban Ukrajnában harcolt. 1944 elején az egység részt vett "partizán ellenes biztonsági műveletekben". 1944 júniusában a Vörös Hadsereg nyári támadása alatt összeomlott a Közép Hadsereg Csoport elülső része, ezt követően az LVF-t a 4. SS rendőrőrségéhez csatolták.
Az SS 1943-ban egy új felvételi eljárást indított Vichy Franciaországban, mely 3000 jelentkezőt eredményezett, ezen személyek többnyire milicisták (Milice) és egyetemi hallgatók közül kerültek ki. A hivatalos követelmények közé tartozott, hogy "zsidó vértől mentes legyen", valamint 20 és 25 év közötti életkorú legyen. Ez a formáció, amelyet már a 8. SS önkéntes Francia rohamosztag néven ismerünk, egy egykori külföldi légiós SS-Obersturmbannführer Paul Marie Gamory-Dubourdeau vezetésével jött létre.
Később a rohamosztag mintegy 1600 emberét a Horst Wessel SS-hadosztályhoz csatolták, és Galíciába küldtek. A Szovjet Vörös Hadsereg elleni harcokban 7 tiszt és 130 ember esett el, míg 8 tiszt és 661 ember megsebesült.

## SS divízió
1944 szeptemberében az LVF és a francia rohamosztag maradványaiból egy új egység, az SS Charlemagne Gránátos-Hadosztály alakult meg. Csatlakoztak hozzájuk olyan francia katonák, akik elhagyták, vagy dezertáltak a nyugati szövetségesektől, valamint a német haditengerészet francia tagjai, az NSSZ, a Todt Szervezet és a Milícia tagjai.
SS-Brigadeführer Gustav Krukenberget nevezték ki a hadosztály parancsnokává, míg Puaud volt a névleges francia parancsnok. A két fő gyalogos ezredet az 57. és 58. gyalogezredként jelölték.
1945 februárjában az egységet hivatalosan feltöltötték egy hadosztályra, és átnevezték SS-Charlemagne hadosztályra. Ebben az időszakban 7340 embere volt.
A hadosztály már Lengyelországban a vörös hadsereggel harcolt, de február 25-én a szovjet 1. belorusz front a hadosztályt Hammersteinben, (a mai Czarne) Pomerániában felmorzsolta. A szovjet erők három részre osztották a francia erőt. Egy csoport, amelyet Krukenberg vezényelt, túlélte. A német haditengerészet Dániából evakuálta az egységet, majd később Neustrelitzba szállították át őket; a második csoportot Puaudékat szovjet tüzérség pusztította el, a harmadik csoport megpróbált nyugat felé fordulni, de március 17-ig mindenkit elfogtak vagy megöltek.

## Berlin védelme
1945. április elején Krukenberg mintegy 700 embert szervezett egyetlen gyalogsági ezredbe, két zászlóaljra (57-es és 58-os zászlóalj) és egy nehéz felszerelésű zászlóaljra (felszerelés nélkül). Körülbelül 400 férfit küldött egy építési zászlóalj szolgálatára; a fennmaradó, mintegy 350 embert adta Berlin védelmére.
Április 23-án a bécsi Birodalmi kancellárság megparancsolta Krukenberget, hogy menjen a fővárosba az embereivel, akiket újra szerveztek támadó zászlóaljként (Sturmbataillon). Ahogy a férfiak a neustrelitzi piactéren gyülekeztek, egy fekete Mercedes gyorsan közeledett. Ahogy a kocsi elhaladt a menetoszlopnál, Krukenberg és számos más tiszt felismerte Heinrich Himmlert, aki épp egy privát találkozón érkezett Folke Bernadotte gróffal, hogy felajánlja a kapitulációt a nyugati szövetségeseknek. Az SS-férfiak csalódottak voltak abban, hogy Himmler nem állt meg, hanem tovább hajtott.
Április 24-én közel 320 katona érkezett Berlinbe egy hosszú kitérő után, hogy elkerüljék a Vörös Hadsereg oszlopait. Az SS katonák megjegyezték, hogy az első éjszaka Berlinben szokatlanul csendes volt.
Április 25-én Krukenberget a (Berlini) C védelmi szektor parancsnokává nevezték ki, amely magában foglalta Nordland SS hadosztályt, melynek korábbi parancsnokát, Joachim Zieglert ugyanazon a napon korábban felmentették. A Charlemagne-t később a Nordlandhoz csatolták. A Nordlandot megerősítette a franciák érkezése, amelynek két ezredét a harcokban megsemmisítették.
A franciák nyugatról Kelet-Berlinbe utaztak. Egy sörfőzdénél a Hermannplatz közelében kezdődött a harc, ahol a Hitlerjugenddekkel, a Tempelhof repülőtér közelében lévő előőrsökhöz tartozó szovjet tankok ellen vetették be őket.
A 11. SS páncélos zászlóalj támogatásával a Charlemagne-i férfiak április 26-án reggel, Neuköllnnél ellentámadásban vettek részt. Az ellentámadás a szovjet csapatok csapdájába esett. Az ezred az első napon elveszítette a rendelkezésre álló csapatok felét Neuköllnben, de ez később megvédte Neukölln városrészét. Tekintettel arra, hogy Neuköllnbe erősen behatoltak a szovjet csapatok, Krukenberg készen állt a C-szektor védelmére a Hermannplatz környékén. Áthelyezte a parancsnokságát az operaházba. Ahogy az SS Nordland divízió visszavonult a Hermannplatz felé, a franciák Hauptsturmführer Henri Joseph Fenet vezetésével és néhány Hitlerjugenddel tizennégy szovjet tankot lőtt ki. A szovjet berlini előrehaladásban masszív tüzérségi támogatás és számos tank kíséretében, házról házra történő mészárlás következett.
Április 27-én a Nordland maradványait visszavitték a Z. védelmi szektorba, a Zitadelle szektorba. Krukenberg központja a Stadtmitte U-Bahn állomáson várt. A küzdelem nagyon nehéz volt, és április 28-ig, közel 100 szovjet tankot pusztítottak el Berlini S-Bahn-tól délkeletre. A francia egységek Fenet parancsnoksága alatt ennek kb. a felét lőtték ki. Fenet és zászlóalja a Neukölln, a Belle Alliance Platz, a Wilhelmstrasse és a Friedrichstrasse területét kapta.
Fenet, aki a lábán megsebesült a Birodalmi Légiközlekedési Minisztérium közelében SS-Brigadeführer Wilhelm Mohnke vezetésével visszavonult. A zászlóalj sikere érdekében a berlini harcok során Mohnke 1945. április 29-én adta át a Vaskereszt Lovagkeresztjét Fenetnek.
Ekkorra a fiatal tisztek legtöbbje már elesett: Labourdette, La Maignan, Billot, Olivier, Protopopov és mások.
Április 28-án a Vörös Hadsereg teljes körű offenzívát indított a központi szektor ellen. A harc intenzív volt, a Charlemagne a Birodalmi Kancellária körüli harci zóna közepén állt.
Április 29-én Vaulot egy harcászatilag eredményes katona elnyerte a Vaskereszt Lovagkeresztjét. Három nappal később a Vörös Hadsereg egy mesterlövésze végzett vele a Führerbunker közelében.
Április 30-án Hitler öngyilkossága után az egység emberei a bunker komplexum területén lévő utolsó védők közé tartoztak.
A hadosztály körülbelül háromszáz emberre csökkent, a legtöbb francia SS katona a Potsdamer pályaudvar közelében állt a Vörös Hadsereggel szemben.
Miután elmenekült Berlinből, Fenet egy kis létszámú egységgel megadta magát a brit csapatoknak Bad Kleinenben és Wismarban. A legtöbbjüket, akik Franciaországba bocsátottak, letartóztattak és eljuttatták a szövetségesek börtöneibe és táboraikba.
1949-ben Fenetet 20 év kényszermunkára ítélték, de 1959-ben börtönbüntetésből felszabadult. Tizenöt vagy tizenkét embert ítéltek golyó általi halálra. Többük a Francia Idegen Légióba menekült a büntetésük elől.

## Parancsnokok
- Roger Labonne ezredes (1941. augusztus - 1942. március)
- La Croix / Demessine őrnagy (1942. április - 1943. május)
- SS-Oberfuhrer Edgar Puaud (1943. június 1. - 1943. augusztus)
- SS-Obersturmbannführer Paul Gamory-Dubourdeau (1943. augusztus - 1944. július 31.)
- SS-Hauptsturmführer Erich Kostenbader (1944. augusztus 1. - 1944. augusztus)
- SS-Oberführer Edgar Puaud (1944. augusztus - 1945. február)
- SS-Brigadeführer Gustav Krukenberg (1945. február - 1945. április 25.)
- SS-Standartenführer Walter Zimmermann (1945. április 25. - május 1.)